# Mathias Rohe
Mathias Rohe (* 12. Oktober 1959 in Stuttgart) ist ein deutscher Rechts- und Islamwissenschaftler. Er ist Inhaber des Lehrstuhls für Bürgerliches Recht, Internationales Privatrecht und Rechtsvergleichung an der Friedrich-Alexander-Universität Erlangen-Nürnberg.

## Leben
Rohe legte 1978 sein Abitur am Wirtemberg-Gymnasium Stuttgart-Untertürkheim ab; er erhielt den Scheffelpreis für die besten Leistungen im Fach Deutsch. Nach Orientaufenthalten und der Ableistung des Zivildienstes in Gomadingen studierte er ab 1981 als Stipendiat der Studienstiftung des deutschen Volkes Rechts- und Islamwissenschaften an der Eberhard Karls Universität Tübingen sowie in Damaskus. Er legte 1988 das erste juristische Staatsexamen ab und erwarb 1989 einen Magister (Thema: klassisches Islamisches Recht). Nach dem juristischen Vorbereitungsdienst in Tübingen beschloss Rohe seine Studien 1992 mit dem zweiten juristischen Staatsexamen. Rohe wurde 1993 mit einer Arbeit über Internationales Privatrecht zum Dr. jur. promoviert. Seine Dissertation wurde mit dem Förderpreis der Reinhold-und-Maria-Teufel-Stiftung in Tuttlingen ausgezeichnet.
Von 1993 bis 1997 war er wissenschaftlicher Assistent bei Wernhard Möschel. 1997 folgte die Habilitation (Thema: „Netzverträge – Rechtsprobleme komplexer Vertragsverbindungen“) für die Fächer Bürgerliches Recht, Internationales Privat- und Verfahrensrecht, Rechtsvergleichung und Europarecht. Danach vertrat er Lehrstühle in Augsburg und Potsdam. Seit 1997 ist er Inhaber des Lehrstuhls für Bürgerliches Recht, Internationales Privatrecht und Rechtsvergleichung an der Friedrich-Alexander-Universität Erlangen-Nürnberg. 2008 war er Gründungsdirektor des dortigen „Erlanger Zentrums für Islam und Recht in Europa“ (EZIRE). Von 2004 bis 2006 bekleidete er dort das Amt des Dekans der Juristischen Fakultät. Einen Ruf nach Tübingen 2004 lehnte er ab. Überdies ist er u. a. Geschäftsführer des Beirats des Departments für islamisch-religiöse Studien und Vorstandsmitglied des Zentralinstituts Anthropologie der Religion.
Rohe war in den Jahren 2001 bis 2007 Richter im Nebenamt am Oberlandesgericht Nürnberg.
Er war Mitglied der ersten Deutschen Islamkonferenz (DIK) von 2006 bis 2009; dort Mitglied der AG 2 (Verfassungsfragen). 2010 war Rohe Projektgruppenmitglied der zweiten Deutschen Islamkonferenz. In den Jahren 2012/13 war er Arbeitsgruppenleiter Islamismus und Islamfeindlichkeit im vom Staatssekretariat für Integration initiierten Dialogforum „Islam in Österreich“. Von 2011 bis 2013 war er Leiter der AG Paralleljustiz des Bayerischen Staatsministeriums für Justiz.
Rohe ist verheiratet und Vater von zwei Kindern.

## Werke und Positionen
Rohe veröffentlichte Kommentarbeiträge im Großkommentar zur Zivilprozessordnung von Wieczorek/Schütze und im Kommentar zum Bürgerlichen Gesetzbuch von Bamberger/Roth.
Rohe beschäftigt sich unter anderem mit der Gefahr durch den Islamismus und berät als Experte den Verfassungsschutz. Er vertritt die Auffassung, dass die Scharia im Grundsatz dieselben Funktionen erfülle wie die Rechtsordnungen westlicher Gesellschaften. So solle auch die Scharia eine gesellschaftliche Friedensordnung durchsetzen und einen Interessenausgleich zwischen den Menschen herstellen. Aus westlicher Sicht bereite deshalb das Rechtsverständnis der Scharia keine größeren Probleme. Erhebliche inhaltliche Kollisionen ergäben sich allerdings aus menschenrechtswidrigen Teilaspekten traditioneller und extremistischer Auffassungen (insbesondere Körperstrafrecht und Ungleichbehandlung der Geschlechter und Religionen).
Für Aufsehen sorgte 2006 eine vom österreichischen Innenministerium in Auftrag gegebene Studie Rohes und eines Teams von Fachwissenschaftlern, in der in Österreich lebende Muslime in vier Gruppen eingeteilt wurden, die bestimmte Geisteshaltungen repräsentieren. Hierbei zählen 18 % zur Gruppe der Religiös-Konservativen, 27 % zu den Traditionell-Konservativen, 31 % zu den Moderat-Liberalen und 24 % zu den Säkularisierten. Rohe warnte vor einem Kippen unter verschlechterten Rahmenbedingungen, das zu einer Art Gegengesellschaft führen könnte. Die Studie wurde von der Österreichischen Gesellschaft für Soziologie (ÖGS) aufgrund angeblich „gröbster methodologischer und technischer Mängel“ kritisiert und die „Befähigung des Studienautors“ bezweifelt.
Am 18. Juli 2007 hielt Rohe einen von der Stadt München organisierten öffentlichen Vortrag, der von Islamgegnern gestört wurde und abgebrochen werden musste. Danach erhielt er zwei Morddrohungen, die im Blog Politically Incorrect als Kommentar gepostet wurden. Auf der Website seiner Universität dokumentiert Rohe dieses Vorkommnis und setzt sich kritisch mit den Positionen von Alice Schwarzer und Hans-Peter Raddatz auseinander.
Sein erstmals 2009 erschienenes Buch Das islamische Recht. Geschichte und Gegenwart wurde von der Neuen Juristischen Wochenschrift (NJW, Heft 50/2009) als eines der sechs lesenswertesten Bücher des Jahres vorgestellt und erhielt im selben Jahr den gemeinsamen Preis „Geisteswissenschaften International“ des Börsenvereins des deutschen Buchhandels, der Fritz-Thyssen-Stiftung, des Auswärtigen Amtes und der VG Wort.

## Kritik
Die Islamkritikerin Necla Kelek warf Rohe vor, er wolle islamische Rechtsauffassungen über die Hintertür des Methodenstreits in deutsches Recht implantieren. Zudem habe er als Mitglied der entsprechenden Arbeitsgruppe der ersten Islamkonferenz mit dafür gesorgt, dass – gegen den Widerstand der „säkularen Muslime“ – empfohlen wurde, das Kopftuch bei Kindern „als religiöse Vorschrift“ zu akzeptieren und an Schulen zu dulden. Keleks Vorwürfe hat Rohe in seiner Antwort deutlich zurückgewiesen und seinerseits kritisiert, dass Kelek die Grundlagen der deutschen Rechtsordnung außer Acht lasse.
Der Islamwissenschaftler Tilman Nagel übte 2009 im Bezug auf Rohes Werk Das islamische Recht: Geschichte und Gegenwart Kritik. Insbesondere monierte er einen „schwerwiegenden methodischen Mangel“, durch den Rohe den Transzendenzbezug des islamischen Rechts ausblende und die Idee eines – nicht existierenden – rein diesseitsbezogenen islamischen Rechts konstruiere.

## Mitgliedschaften
- Mitbegründer und von 2001 bis 2009 Vorsitzender der Gesellschaft für Arabisches und Islamisches Recht (GAIR), danach Vorstandsmitglied.[11]
- 2014 Associate Member der International Academy of Comparative Law (IACL)
- Mitglied des Kuratoriums der Christlich-Islamischen Gesellschaft (CIG)
- Stellvertretender Vorsitzender der Juristischen Gesellschaft Mittelfranken zu Nürnberg
- Stellvertretender Vorsitzender des Kuratoriums des Nah- und Mittelost-Vereins (NUMOV).
- Mitglied der Deutsch-Türkischen Juristenvereinigung
- Mitglied der Gesellschaft für Rechtsvergleichung
- Mitglied der „Bankrechtlichen Vereinigung – Wissenschaftliche Gesellschaft für Bankrecht“
- Mitherausgeber des Electronic Journal of Islamic and Middle Eastern Law
- Associate Editor der Annotated Legal Documents on Islam in Europe
- Mitglied des Advisory Board (Beirats) des Journal of Law der University of Kuwait
- Mitglied des Advisory Board (Beirats) des Oxford Journal of Law and Religion.
- Mitglied des Advisory Board (Beirats) der Forschungsstelle Key Concepts in Interreligious Discourses (KCID) an der Friedrich-Alexander-Universität Erlangen-Nürnberg[12]

## Ehrungen und Auszeichnungen
- 2011 Karl-Steinbauer-Zeichen der evangelischen Bayerischen Pfarrbruderschaft für christliche Zivilcourage, benannt nach Karl Steinbauer
- 2018 Ordentliches Mitglied der Bayerischen Akademie der Wissenschaften.[13]

## Veröffentlichungen (Auswahl)
- Der Islam in Deutschland. Beck, München 2016, ISBN 978-3-406-69807-1.
- mit Prakash Shah, Marie-Claire Foblets (Hrsg.): Family, Religion and Law – Cultural Encounters in Europe. Ashgate, Farnham 2014, ISBN 978-1-47243-317-6.
- mit Havva Engin, Mouhanad Khorchide, Ümer Öszoy, Hansjörg Schmid (Hrsg.): Christentum und Islam in Deutschland: Grundlagen, Perspektiven und Erfahrungen des Zusammenlebens. 2 Bände. Im Auftrag der Eugen-Biser-Stiftung, Herder, Freiburg im Breisgau u. a. 2014, ISBN 978-3-451-31188-8. (2. Auflage 2015)
- Das islamische Recht: Eine Einführung (= Beck’sche Reihe. 2777). Beck, München 2013, ISBN 978-3-406-64662-1.
- mit Stefan Bechthold, Joachim Jickeli (Hrsg.): Recht, Ordnung und Wettbewerb: Festschrift zum 70. Geburtstag von Wernhard Möschel. Nomos, Baden-Baden 2011, ISBN 978-3-8329-4568-8.
- mit Harry Harun Behr, Hansjörg Schmid (Hrsg.): Was soll ich hier?. Lebensweltorientierung muslimischer Schülerinnen und Schüler als Herausforderung für den islamischen Religionsunterricht (= Islam und Schule. Bd. 2). Lit, Berlin u. a. 2010, ISBN 978-3-643-10090-0.
- Das islamische Recht. Geschichte und Gegenwart. Beck, München 2009, ISBN 978-3-406-57955-4. (3. Auflage 2011)
- mit Harry Harun Behr, Hansjörg Schmid (Hrsg.): „Den Koran zu lesen genügt nicht!“. Fachliches Profil und realer Kontext für ein neues Berufsfeld. Auf dem Weg zum islamischen Religionsunterricht (= Islam und Schule. Bd. 1). Lit, Berlin u. a. 2008, ISBN 978-3-8258-0403-9.
- Perspektiven und Herausforderungen in der Integration muslimischer MitbürgerInnen in Österreich. Executive Summary. Sicherheitsakademie/Bundesministerium für Inneres, Wien, Mai 2006 (sogenannte Prokop-Studie) (PDF)
- Der Islam – Alltagskonflikte und Lösungen. Rechtliche Perspektiven (= Herder-Spektrum. Bd. 4942). Mohr Siebeck, Tübingen 2001, ISBN 3-451-04942-2.
- Netzverträge: Rechtsprobleme komplexer Vertragsverbindungen (= Jus privatum. Bd. 23). Mohr Siebeck, Tübingen 1998, ISBN 3-16-146884-8 (= zugl. Habilitationsschrift, Universität Tübingen, 1996/97)
- Zu den Geltungsgründen des Deliktsstatus: Anknüpfungsgerechtigkeit unter Berücksichtigung rechtshistorischer und rechtsvergleichender Erkenntnisse mit Einschluss gegenwärtiger Reformvorschläge (= Studien zum ausländischen und internationalen Privatrecht. 43). Mohr, Tübingen 1994, ISBN 3-16-146345-5. (= zugl. Dissertation, Universität Tübingen, 1993)